# Nur Liebe
Nur Liebe ist das sechste Studioalbum der US-amerikanischen Schlagersängerin Maite Kelly. Es erscheint am 28. März 2024 beim Plattenlabel Electrola.

## Hintergrund
Am 22. September 2023 kam die Lead-Single Flieg mit mir (Püttchen-Song) über ihre Kinderbuchreihe mit dazugehörigem Musikvideo heraus. Sie interpretierte den Titel Anfang Dezember 2023 in der Sendung Das Adventsfest der 100.000 Lichter. Am 13. Oktober 2023 folgte die zweite Single Das tut sich doch keiner freiwillig an, ebenfalls mit einem Musikvideo, beidem sich ein schlichter Lagerist auf der Arbeit in seine Kollegin Maite Kelly verliebt hat. Am 2. Februar 2024 folgte die dritte Vorab-Single Ich sing meine Lieder.

## Titelliste
| Nr. | Titel                                  | Länge |
| --- | -------------------------------------- | ----- |
| 1.  | Nur Liebe                              | 2:31  |
| 2.  | Das tut sich doch keiner freiwillig an | 2:30  |
| 3.  | Die Liebe hat ihren Plan               | 2:55  |
| 4.  | Direkt nebenan                         | 3:10  |
| 5.  | Mit Liebe geht das                     | 3:22  |
| 6.  | Einmal im Jahr                         | 3:36  |
| 7.  | Es ist einfach passiert                | 3:44  |
| 8.  | Wer lieben will, muss fühlen           | 3:56  |
| 9.  | Irgendwo                               | 2:46  |
| 10. | Ich sing meine Lieder                  | 3:04  |
| 11. | Die Stille tut weh                     | 3:11  |
| 12. | Es ist noch nicht vorbei               | 3:37  |
| 13. | Flieg mit mir (Püttchen-Song)          | 2:56  |

## Chartplatzierungen
| ChartsChartplatzierungen | Höchstplatzierung | Wochen |
| ------------------------ | ----------------- | ------ |
| Deutschland (GfK)        | 2 (11 Wo.)        | 11     |
| Österreich (Ö3)          | 2 (3 Wo.)         | 3      |
| Schweiz (IFPI)           | 4 (5 Wo.)         | 5      |